# Richard Bluff
Richard Bluff (* 20. Jahrhundert) ist ein Spezialeffektkünstler.

## Karriere
Richard Bluff ist seit 2003 bei Industrial Light & Magic angestellt und war zu Beginn seiner Karriere im Filmgeschäft als Digital Matte Painter tätig. In diesem Bereich wirkte er u. a. bei den Filmen Van Helsing, Hidalgo – 3000 Meilen zum Ruhm, Die Insel, Transformers und Avatar – Aufbruch nach Pandora mit. Später wechselte er in den Bereich von Spezialeffekten und war dabei an den Werken Lucy, The Big Short und Doctor Strange, an der digitalen Einbindung der Spezialeffekte, beteiligt. Für letztgenannten Film erhielt er eine Oscar-Nominierung bei der Oscarverleihung 2017 in der Kategorie Beste visuelle Effekte, gemeinsam mit seinen Kollegen Stéphane Ceretti, Vincent Cirelli und Paul Corbould. Die Auszeichnung ging an das Team von The Jungle Book. Des Weiteren erhielt Bluff mit seinen Kollegen eine Nominierung bei den BAFTA-Awards in der gleichen Kategorie.

## Filmografie (Auswahl)
- 2004: Van Helsing
- 2004: Hidalgo – 3000 Meilen zum Ruhm (Hidalgo)
- 2005: Die Chroniken von Narnia: Der König von Narnia (The Chronicles of Narnia: The Lion, the Witch and the Wardrobe)
- 2005: Die Insel
- 2005: Star Wars: Episode III – Die Rache der Sith (Star Wars: Episode III – Revenge of the Sith)
- 2006: Mission: Impossible III
- 2007: Transformers
- 2008: Indiana Jones und das Königreich des Kristallschädels (Indiana Jones and the Kingdom of the Crystal Skull)
- 2008: Iron Man
- 2009: Avatar – Aufbruch nach Pandora (Avatar)
- 2009: Transformers – Die Rache (Transformers: Revenge of the Fallen)
- 2009: Star Trek
- 2010: Iron Man 2
- 2011: Transformers 3 (Transformers: Dark of the Moon)
- 2012: Cloud Atlas
- 2012: Marvel’s The Avengers
- 2013: Elysium
- 2014: Unbroken
- 2014: Lucy
- 2014: Above and Beyond (Dokumentarfilm)
- 2015: The Big Short
- 2015: Marvel’s Agent Carter (Fernsehserie, sieben Episoden)
- 2016: Doctor Strange